# Alfred Adler
Alfred W. Adler (Viena, actual Austria, 7 de febrero de 1870-Aberdeen, Escocia, 28 de mayo de 1937) fue un médico y psicoterapeuta austriaco, fundador de la escuela conocida como psicología individual. Fue un colaborador de Sigmund Freud y cofundador de su grupo, pero se apartó de él en 1911 al divergir sobre distintos puntos de la teoría psicoanalítica.
Sus conceptos básicos son los de carácter, complejo de inferioridad y conflicto entre la situación real del individuo y sus aspiraciones.

## Biografía
Fue el segundo de seis hermanos de origen judío. Se graduó en medicina en 1895 y comenzó a trabajar como oftalmólogo en 1897. Más tarde hizo prácticas como internista. Su primer encuentro con Freud se produjo en 1899. Adler defendió las ideas de Freud en la Escuela vienesa de Medicina, en los círculos médicos locales y en la prensa. Desde 1902 participó en una pequeña tertulia organizada en casa de Freud, la «Sociedad Psicológica de los Miércoles». Escribió "El doctor como educador” (1904). Ya por esta época Adler, a petición de Freud, desistió de su primera decisión de romper con el círculo. En 1907 escribió su monografía sobre la inferioridad de los órganos y su compensación psíquica: "Estudio sobre la inferioridad de los órganos y su compensación psicológica”. En 1908 dio una conferencia en Viena sobre "el instinto de agresión”. En 1910 fue nombrado presidente de la rama vienesa de la asociación psicoanalítica. Editó, junto con Freud y Stekel en 1910 Revista de psicoanálisis, siendo Adler su director. Entre enero y febrero de 1911 dictó cuatro conferencias que constituyen «una crítica sobre la teoría sexual de Freud en la vida mental». Al terminar la cuarta conferencia la mayoría de los freudianos presentes decidieron, pese a la opinión contraria de Steckel, que siguiera siendo miembro de la sociedad psicoanalítica, pero advirtiéndole de no rechazar la teoría sexual de Freud.
En agosto de 1911 anunció en la editorial de la Revista de psicoanálisis su renuncia a formar parte del consejo editorial, lo que marcó su retirada del movimiento psicoanalítico. En 1912 se publicó "El carácter neurótico”. En este trabajo Adler estableció la «psicología individual» como teoría de la unidad del individuo que tiende a metas finales de carácter inconsciente. En esta obra desarrolló el tema de la compensación infantil al sentimiento percibido de inferioridad mediante distintas estrategias hacia una meta final (de superioridad). En sus obras posteriores Adler desarrolló su modelo psicológico centrado en las influencias del medio social y familiar en el carácter del sujeto, en conjunción con sus construcciones subjetivas de sus experiencias; conjunción que desemboca en el «estilo de vida» inconsciente, rector del psiquismo humano. Después de la Primera Guerra Mundial, organizó las clínicas de orientación de niños en Viena, siendo propiamente el primer psicólogo/psiquiatra infantil. Entre 1927-28, Adler dio una serie de conferencias en los Estados Unidos. Su popularidad radicaba en la accesibilidad y optimismo de sus teorías, en comparación con las de sus contemporáneos Freud y Jung. El modelo de la psicología adleriana concibe la psicopatología como expresión extrema del egocentrismo del sujeto contra los intereses de la cooperación social o «sentimiento de comunidad».
La psicoterapia y la pedagogía adleriana tienen como finalidad el desarrollo de la cooperación humana salvando los obstáculos que impone el estilo de vida hacia la compensación de la inferioridad percibida. La psicología individual parte de la idea de que el hombre es un individuo que se mueve hacia una meta determinada y defiende el estudio del enfoque teleológico (hacia fines) que investiga la meta de una persona de tipo inconsciente. Las metas son construidas subjetivamente ya en la época infantil, influida por el ambiente o constelación familiar, y por la aspiración del niño a compensar su sentimiento de inferioridad. La relación entre la meta y los modos de alcanzarla configuran la personalidad del sujeto.
Murió de un ataque al corazón. Otras de sus obras son: La práctica y la teoría de la psicología individual de 1920, Comprensión de la naturaleza humana de 1928-1930, La educación de los niños de 1929, y Superioridad e interés social (obra póstuma de 1965).

## Complejo de inferioridad y superioridad
En sus teorías se definen y estudian los complejos de inferioridad y superioridad como ejes de su corriente.
El complejo de inferioridad considera la percepción de desarraigo que un individuo obtiene a causa de haber padecido una infancia mala, plena de burlas, sufrimientos, rechazos, etcétera.
Con más detalle puede describirse al complejo de inferioridad, en la ciencia de la psicología y el psicoanálisis, como el sentimiento en el cual, de un modo u otro, una persona se siente de menor valor que los demás, lo cual, normalmente, sucede en forma inconsciente y lleva a los individuos afligidos a sobrecompensarlo. Pero esto último, a su vez, plantea una alternativa. Porque la necesidad de sobrecompensación puede resultar o bien en exitosos logros o bien en comportamiento esquizotípico severo. Así, un sentimiento normal de inferioridad puede actuar como motivación para alcanzar objetivos, mientras que un complejo es un estado avanzado de desánimo y evasión de las dificultades.
Respecto del complejo de superioridad, Adler considera que es un mecanismo inconsciente, neurológico, en el cual el individuo trata de compensar sus sentimientos de inferioridad, resaltando aquellas cualidades en las que sobresale.
En términos más técnicos, para Adler, el complejo de superioridad es la consecuencia del proceso de transferencia que busca esconder la inferioridad percibida, con la pretensión de ser superior a los demás, en algún aspecto vital. La percepción de superioridad es la consecuente reacción a un sentimiento de inferioridad no expresado externamente, maximizando hacia el exterior aquellos aspectos en que, por transferencia de objetos, o por observación diferencial, consideramos destacar del comportamiento colectivo aparente. Es una maximización subjetiva del hecho sincrónico que nos lleva a buscar aquello que los demás consideran insólito, en nosotros mismos.
Pero, básicamente, el complejo de superioridad se manifiesta como una afectación de la personalidad que conduce a la adopción de posturas prepotentes o arrogantes en el trato con los demás.
El síndrome de superioridad es una consecuencia de un previo complejo de inferioridad mal resuelto. Quien no siente la "inferioridad", no precisa exhibir su "superioridad"; por otra parte, quien es claramente superior, es así percibido por los demás, sin requerir una manifestación mayor.
De todas maneras es importante advertir que un individuo, aunque exhiba comportamientos autoritarios y arrogantes, o desarrolle actitudes de prepotencia, no necesariamente se hallará en un auténtico "complejo de superioridad", si no es consecuencia de una percepción previa de ser inferior en algo. Y esto, por cierto, dicho al margen de lo disvalioso que pudieren resultar sus actitudes en la convivencia social. La motivación del individuo debe quedar esclarecida mediante el diagnóstico, a fin de evitar errores de terapia.
Los complejos de superioridad e inferioridad son a menudo presentados ambos por las mismas personas, y se manifiestan de maneras diferentes. Sin embargo, los dos complejos pueden existir el uno sin el otro.

## Influencia
Adler formó muchos discípulos, si bien muchos de los más importantes se separaron de su escuela como Oswald Schwarz, Rudolf Allers y Viktor Frankl (fundador de la Logoterapia), que conformaban un grupo dentro del adlerismo que abogaba por una fundamentación de la teoría de Adler desde la antropología filosófica. También se separó de él el conocido psiquiatra y caracterólogo Fritz Künkel, fundador de la psicología del "Nosotros". Fueron además discípulos de Adler su hija Alexandra Adler, Hans y Rowena Ansbacher, Erwin Wexberg y Rudolf Dreikurs, entre otros.
Sin ser propiamente sus discípulos, se puede encontrar la huella de la influencia de Adler en los neopsicoanalistas Karen Horney y Erich Fromm, en el fundador de la Psicología de la personalidad Gordon Allport, y en Albert Ellis, fundador de la Terapia racional emotiva conductual (TREC).

## Obras
- El doctor como educador.
- Estudio sobre la inferioridad de los órganos y su compensación psicológica.
- El carácter neurótico.
- La práctica y la teoría de la psicología individual (1927).
- Conocimiento del hombre (1926).
- Comprensión de la naturaleza humana (1928-1930).
- La educación de los niños (1929).
- El problema del homosexualismo y otros estudios sexuales (1936).
- La ciencia de vivir (1957)
- Superioridad e interés social (obra póstuma de 1965).

### Otros textos
- Adler, A. (1964). The Individual Psychology of Alfred Adler. H. L. Ansbacher and R. R. Ansbacher (Eds.). New York: Harper Torchbooks. ISBN 0-06-131154-5. onlinr (en inglés)
- Adler, A. (1979). Superiority and Social Interest: A Collection of Later Writings. H. L. Ansbacher and R. R. Ansbacher (Eds.). New York, NY:  W. W. Norton. ISBN 0-393-00910-6. (en inglés)

## Vida personal
Durante sus años de universidad, se había vinculado a un grupo de estudiantes socialistas, entre los que había encontrado a su futura esposa, Raissa Timofeyewna Epstein, una intelectual y activista social rusa que estudiaba en Viena. Como Raissa era una socialista militante, tuvo un gran impacto en las primeras publicaciones de Adler y, finalmente, en su teoría de la personalidad. Se casaron en 1897 y tuvieron cuatro hijos, dos de los cuales, su hija Alexandra y su hijo Kurt, se convirtieron en psiquiatras. Sus hijos fueron la escritora, psiquiatra y activista socialista Alexandra Adler; el psiquiatra Kurt Adler; la escritora y activista Valentine Adler; y Cornelia "Nelly" Adler. Raissa, la esposa de Adler, murió a los 89 años en Nueva York el 21 de abril de 1962.
La escritora y periodista Margot Adler (1946-2014) era nieta de Adler.

## Homenajes artísticos
Los dos personajes principales en la novela La Planta Sagrada, comprometidos en una sesión adleriana de interpretación de estilo de vida, sometidos a una interpretación de memoria temprana en estilo adleriano.

## Edición en castellano
- Adler, Alfred & Brett, Colin (Comp.) (2003). Comprender la vida. Barcelona: Paidós Ibérica. ISBN 978-84-493-0790-4.
- Adler, Alfred (2000). El sentido de la vida. Madrid: Ahimsa. ISBN 978-84-95515-67-4.
- – (1993). El carácter neurótico. Segunda edición. Barcelona: Editorial Paidós Ibérica. ISBN 978-84-7509-307-9.